# Richard Powers
Richard Powers, född 18 juni 1957 i Evanston, Illinois, är en amerikansk författare. Hans bok Minnets eko (originaltitel The Echo Maker) vann priset National Book Award 2006. På svenska finns också boken När vi sjöng (originaltitel The Time of Our Singing).

## Biografi
Richard Powers var son till en rektor i Lincolnwood.Illinois. När Powers var 11 år flyttade familjen till Bangkok, Thailand där fadern fått en tjänst vid International School Bangkok. Han trivdes i denna estetiska omgivning och började studera sång och musik och läste Iliaden och Odysséen. Som tonåring läste han The voyage of the Beagle och funderade på att bli vetenskapsman. Familjen flyttade tillbaka till Illinois och Powers studerade naturvetenskap och engelskspråkig litteratur vid University of Illinois I Champaign och blev Filosofie kandidat 1979 och Master of Arts i litteratur och bosatte sig i Boston 1980.

### Böcker på svenska
- 2007 – När vi sjöng (original: The Time of Our Singing
- 2009 – Minnets eko (original:The Echo Maker)